# Pavel Ivanovich Batov
Pavel Ivanovich Batov (tiếng Nga: Павел Иванович Батов; 1 tháng 6 [lịch cũ 20 tháng 5] năm 1897 - 19 tháng 4 năm 1985) là một tướng lĩnh cao cấp của Hồng quân trong Thế chiến thứ hai, hai lần Anh hùng Liên Xô. Batov đã chiến đấu trong Thế chiến thứ nhất, nơi ông được trao tặng Huân chương Thập tự Thánh George hai lần. Sau khi bị thương vào năm 1917, ông được gửi đến một trường học ở Petrograd và gia nhập với những người Bolshevik. Ông đã chiến đấu trong Nội chiến Nga và trở thành cố vấn cho Lữ đoàn Quốc tế XII trong Nội chiến Tây Ban Nha. Trong Chiến tranh Vệ quốc vĩ đại, Batov chỉ huy Tập đoàn quân 51 ở Krym. Năm 1942, ông trở thành Tư lệnh Tập đoàn quân 3 và sau đó là Tập đoàn quân xe tăng 4, được đổi tên thành Tập đoàn quân 65. Sau chiến tranh, Batov chỉ huy Quân khu Carpat. Batov được đánh giá là một trong những vị tướng lỗi lạc nhất trong quân đội Liên Xô và một số phương pháp của ông vẫn còn được giảng dạy cho đến ngày nay trong các học viện quân sự.

## Khởi đầu binh nghiệp

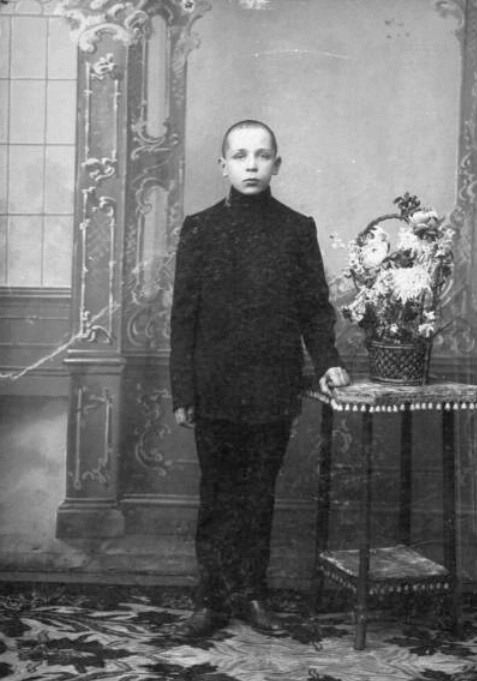
Pavel Batov khoảng năm 1910-1913

Sinh ra tại Filisovo năm 1897, Batov bắt đầu binh nghiệp của mình trong Thế chiến thứ nhất. Năm 1915, ông nhập ngũ học viên chỉ huy và sau đó làm trinh sát tại Trung đoàn 3 Bộ binh Vệ binh. Trong thời gian phục vụ này, ông đã thể hiện sự dũng cảm đáng nể và được trao tặng hai Thánh giá Thánh George và hai huy chương bậc thấp hơn. Sau khi bị thương vào năm 1917, ông được cử đi học trong một trường hạ sĩ quan ở Petrograd, nơi ông bắt đầu chịu ảnh hưởng và tham gia phong trào Bolshevik.
Batov đã phục vụ bốn năm trong Hồng quân trong cuộc Nội chiến Nga, ban đầu là một xạ thủ súng máy, và cũng là trợ lý chỉ huy quân sự trong Ủy ban quân sự Rybinsk, công việc tham mưu đầu tiên của ông. Ông được trao quyền chỉ huy một đại đội vào năm 1926, và được chọn vào học tại Trường Sĩ quan Vystrel cùng năm, nơi ông đã gặp nhiều sĩ quan cấp cao tương lai của Hồng quân thời chiến. Ông gia nhập Đảng Cộng sản năm 1929.

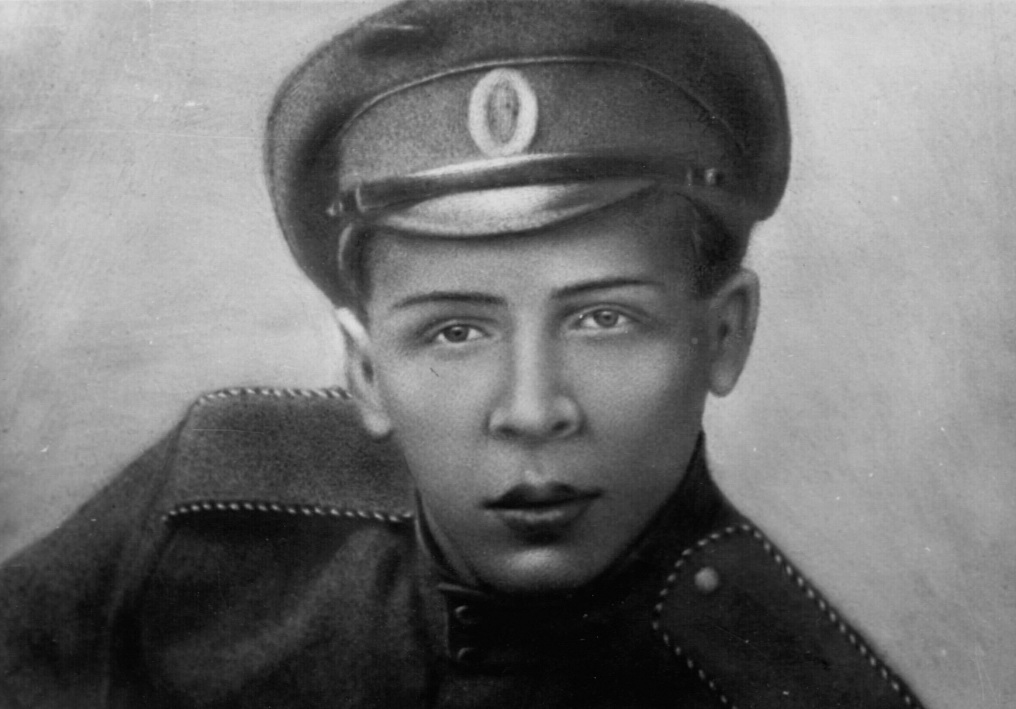
Pavel Batov năm 1916

Năm 1927, Batov được thăng chức chỉ huy cấp đoàn trong Sư đoàn súng trường vô sản số 1 Moskva. Ông sẽ phục vụ tại đơn vị này trong chín năm tiếp theo, trở thành chỉ huy của Trung đoàn 3. Sau đó, ông tiếp tục được cử đinh học và tốt nghiệp tại Học viện Frunze.

## Nội chiến Tây Ban Nha
Batov được chọn làm "tình nguyện viên" phục vụ trong Nội chiến Tây Ban Nha, dưới bí danh Fritz Pablo. Lần đầu tiên ông làm cố vấn quân sự cho Máté Zalka, một người cộng sản Hungary, chỉ huy Lữ đoàn Quốc tế XII bảo vệ các hướng tiếp cận Madrid. Ông đã chiến đấu trên mặt trận Teruel và bị thương hai lần và được tặng thưởng những huân chương Lenin và Cờ đỏ đầu tiên. Sau khi hồi phục, ông tiếp tục chiến đấu tại Jarama, cùng với AI Rodimtsev, tại Guadalajara và ở mặt trận Aragón, nơi ông lại bị thương lần nữa.

## Chiếm đóng của Ba Lan và Chiến tranh Mùa đông
Trở về Liên Xô vào tháng 12 năm 1937, Batov lần lượt được phân công vào các chức vụ chỉ huy Quân đoàn súng trường 10 và Quân đoàn súng trường 3, quân đoàn sau này do ông lãnh đạo trong cuộc chiếm đóng miền đông Ba Lan của Liên Xô vào tháng 9 năm 1939. Sau đó, quân đoàn chuyển sang mặt trận Phần Lan, và chiến đấu trong giai đoạn hai (tháng 2 - tháng 3 năm 1940) của Chiến tranh Xô-Phần tại khu vực Karelia thuộc Tập đoàn quân 13. Khi phục vụ tại Phần Lan, Batov đã được tặng Huân chương Lenin thứ hai, thăng cấp sư đoàn trưởng (Komdiv) và vào tháng 6 năm đó, được đồng hóa sang cấp Trung tướng. Sau đó ông được bổ nhiệm làm phó Tư lệnh Quân khu Zakavkaz. Khi chiến tranh với Đức bùng nổ, ông vẫn còn đang phục vụ ở sâu trong phía nam của lãnh thổ Liên Xô.

## Chiến tranh Vệ quốc vĩ đại
Tháng 6 năm 1941, Batov được bổ nhiệm làm chỉ huy Quân đoàn súng trường độc lập số 9, bao gồm các Sư đoàn súng trường số 106 và 156 và Sư đoàn kỵ binh số 32, với tổng quân số khoảng 35.000 người. Quân đoàn này là đội hình chủ lực duy nhất của Hồng quân ở Krym khi Chiến dịch Barbarossa bùng nổ, và Batov mới đến được bộ chỉ huy ở Simferopol chỉ hai ngày trước đó. Sau đó vào năm 1941, ông được bổ nhiệm làm Phó Tư lệnh Tập đoàn quân 51, và sau khi sơ tán tập đoàn quân ra khỏi Bán đảo Kerch, ông đã chính thức được giao quyền chỉ huy tập đoàn quân. Mặc dù để mất Krym, nhưng Batov đã được Stalin công nhận vô tội.

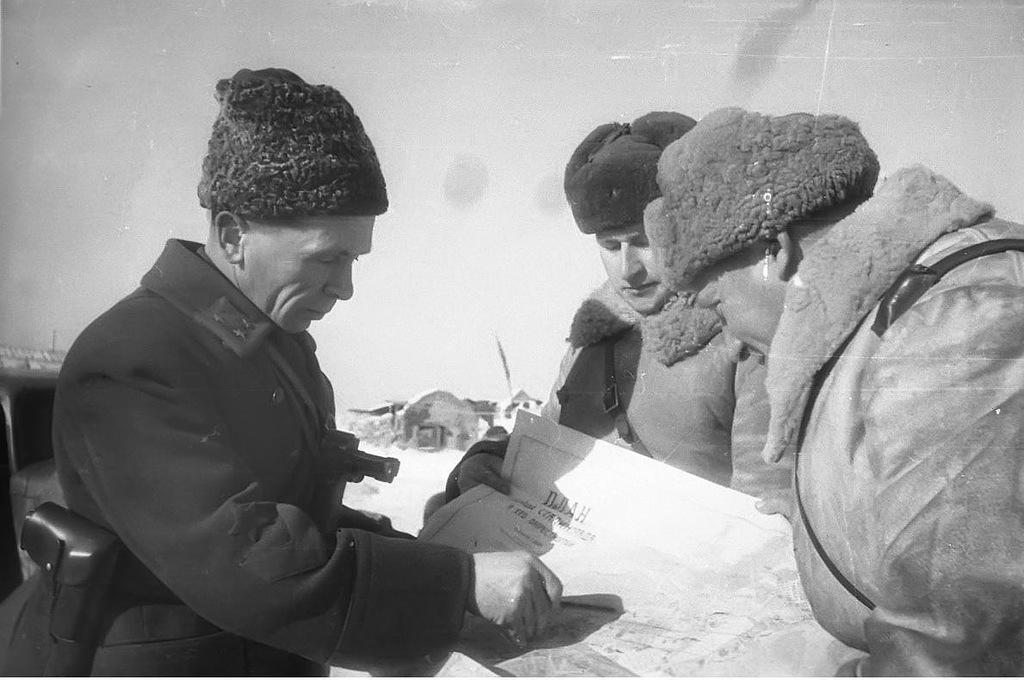
Tư lệnh Tập đoàn quân 65, Trung tướng Pavel Batov trao đổi với các sĩ quan tại khu vực Stalingrad. Mùa đông 1942-1943.

Tháng 1 năm 1942, ông được chuyển sang Phương diện quân Bryansk với tư cách chỉ huy Tập đoàn quân 3, và sau đó là phó Tư lệnh huấn luyện Phương diện quân, dưới quyền của Trung tướng Konstantin Rokossovski. Rokossovsky lưu ý rằng Batov thích chỉ huy chủ động "ngồi trong tổng hành dinh", và rằng vai trò hiện tại là "gánh nặng" đối với ông. Batov và Rokossovsky đã hình thành một mối quan hệ nghề nghiệp và cá nhân kéo dài cho đến khi Rokossovsky qua đời vào năm 1968. Còn vào thời điểm đó, Batov tiếp tục phục vụ dưới sự chỉ huy của Rokossovsky cho đến khi chiến tranh kết thúc.
Ngày 22 tháng 10 năm 1942, Batov được điều động sang chỉ huy Tập đoàn quân xe tăng 4 trên đường tiếp cận Stalingrad, thay thế Thiếu tướng Vasily Kryuchenkin. Đơn vị này ngay sau đó được đổi tên thành Tập đoàn quân 65, thành lập một phần của Phương diện quân Sông Don do Rokossovsky chỉ huy. Batov vẫn giữ quyền chỉ huy Tập đoàn quân 65 trong thời gian này. Ông tham gia lập kế hoạch phản công của Hồng quân Liên Xô, Chiến dịch Sao Thiên Vương, cung cấp thông tin tình báo quan trọng cho tướng Georgy Zhukov về ranh giới giữa các lực lượng Đức và Romania. Tập đoàn quân của ông đã tạo thành một lực lượng tấn công chủ chốt trong cuộc tấn công này, và Chiến dịch Cái Vòng tiếp theo, lực lượng này đã làm giảm và đánh bại lực lượng phe Trục bị bao vây.
Sau chiến thắng này, Tập đoàn quân 65 được di chuyển về phía tây bắc, chuyển thuộc Phương diện quân Trung Tâm, bấy giờ lại do Rokossovsky chỉ huy. Khai thác thành công, phương diện quân đã đẩy lùi Tập đoàn quân 2 của Đức, vốn bị thiệt hại nặng nề, về phía tây của Kursk, lùi về phòng tuyến của quân Đức xung quanh Kharkiv, ở phía nam. Tháng 7 năm 1943, tập đoàn quân của Batov hình thành lập cánh chủ lực của Phương diện quân Rokossovsky trong trận Kursk, trên một khu vực thứ yếu, và trong các chiến dịch phát huy chiến quả sau thất bại của quân Đức. Từ tháng 8 đến tháng 10, Tập đoàn quân 65 đã vượt qua các sông Sev, Desna, Sozh, và cuối cùng là Dnepr, mang lại cho Batov và tập đoàn quân của ông một danh tiếng đáng gờm trong các chiến dịch vượt sông.
Bộ chỉ huy của Rokossovsky ban đầu được đổi tên thành Phương diện quân Belorussia, và sau đó là Phương diện quân Belorussia 1. Tháng 6 năm 1944, tập đoàn quân của Batov tham gia vào các hoạt động chiến lược lớn ở Belorussia. Trong một cuộc đối đầu nổi tiếng ở giai đoạn lập kế hoạch, Rokossovsky đã thuyết phục Stalin rằng, dựa trên địa thế, tốt hơn nên giáng hai đòn mạnh vào quân Đức hơn là chỉ một đòn. Ông tin tưởng vào khả năng của Batov để dẫn tập đoàn quân mình băng qua các vùng đầm lầy phía nam Bobruisk, và Tập đoàn quân 65 đã không làm ông thất vọng. Chỉ trong vài ngày Tập đoàn quân 9 của Đức đã bị bao vây và tiêu diệt gần hết. Vì sự thể hiện của mình, Batov được thăng cấp Thượng tướng.
Tập đoàn quân 65 vượt sông Bug vào ngày 22 tháng 7 và tiếp tục vượt sông Narev, phía bắc Warszawa, vào ngày 4 tháng 9. Chiến dịch Bagration đã kết thúc, nhưng tập đoàn quân của Batov vẫn tiếp tục ngăn chặn các cuộc phản công mạnh mẽ của quân Đức vào đầu cầu Narev trong hơn hai tháng. Sau đó, bộ chỉ huy của Rokossovsky được đổi tên thành Phương diện quân Belorussia 2, và các lực lượng đã được xây dựng ở đầu cầu để thực hiện một cuộc tấn công vào tháng Giêng.
Trong cuộc tấn công mới, Tập đoàn quân 65 đã buộc phải vượt sông Vistula vào đầu tháng 2. Cuộc tấn công mùa đông đẩy tập đoàn quân của Batov tiến vào miền đông nước Đức, cuối cùng đến sông Oder, gần Stettin-an-Oder, nơi nó một lần nữa buộc phải vượt sông khó khăn vào tháng 4 năm 1945. Các quan chức của thành phố đầu hàng Sư đoàn súng trường số 193 của Batov vào ngày 26 tháng 4.

## Sau chiến tranh

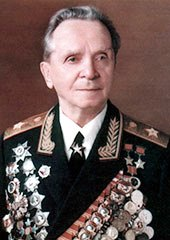
Đại tướng Pavel Ivanovich Batov (1897 — 1985)

Sau chiến tranh, Batov nắm giữ nhiều chức vụ chỉ huy cấp cao. Mùa hè năm 1945, ông được bổ nhiệm làm chỉ huy Tập đoàn quân cơ giới số 7 ở Ba Lan, rồi chỉ huy Tập đoàn quân cận vệ 11, có trụ sở chính tại Kaliningrad, vào năm 1947. Năm 1949, ông trở thành Phó Tư lệnh thứ nhất của Lực lượng Liên Xô tại Đức, trong một thời gian ngắn trước khi theo học tại Học viện Tham mưu Voroshilov. Trong thời gian này, ông cũng trở thành một nhà văn viết nhiều về lý thuyết quân sự. Chuyên luận của ông về các cuộc hành quân vượt sông vẫn còn được tham khảo cho đến ngày nay.
Batov trở thành chỉ huy của Quân khu Carpat từ năm 1955 đến năm 1958. Trong giai đoạn này, ông đã tham gia đàn áp Cuộc nổi dậy năm 1956 của Hungary. Ông được chuyển sang chỉ huy Quân khu Baltic (1958-1959), Cụm binh đoàn miền Nam (1960-1962), và cuối cùng là Phó Tham mưu trưởng Lực lượng Hiệp ước Warszawa (1962-1965), thay thế tướng A.I. Antonov vừa qua đời. Batov giải ngũ vào năm 1965, nhưng tiếp tục làm việc trong Thanh tra Bộ Quốc phòng, và từ năm 1970 đến năm 1981 với tư cách là Chánh văn phòng Ủy ban Cựu chiến binh Liên Xô. Ông đã viết hồi ký của mình trong thời gian này. Ông vẫn là một người bạn thân thiết của Rokossovsky cho đến khi Rokossovsky qua đời vào năm 1968, và được giao trọng trách biên tập và xuất bản hồi ký của người chỉ huy cũ của mình.
Mặc dù hầu hết không được công chúng chú ý, nhưng Batov đã có một danh tiếng rất xứng đáng về năng lực và có vị trí trong số vô số những vị tướng tài ba, những người sau khi sống sót sau phần đầu của cuộc chiến Xô-Đức, đã góp phần to lớn vào chiến thắng cuối cùng trước Đức Quốc xã. Ông thích câu nói: "Người ta phải đánh thắng kẻ thù một cách điêu luyện, nghĩa là ít đổ máu".
Batov qua đời ngày 19 tháng 4 năm 1985, tại Moskva và được chôn cất tại Nghĩa trang Novodevichy.

## Giải thưởng và danh hiệu
Liên Xô
- Anh hùng Liên Xô (hai lần)
- Huân chương Lenin (7 lần)
- Huân chương Cách mạng Tháng Mười
- Huân chương Cờ đỏ (3 lần)
- Huân chương Suvorov hạng nhất (3 lần)
- Huân chương Kutuzov hạng nhất
- Huân chương Bogdan Khmelnitsky hạng nhất
- Huân chương Chiến tranh ái quốc hạng nhất

Ngoại quốc
- Huân chương Polonia Restituta (Ba Lan)
- Virtuti Militari (Ba Lan)
- Huân chương Thập tự Grunwald (Ba Lan)
- Huân chương Đế quốc Anh (Vương quốc Anh)
- Huân chương Cộng hòa Nhân dân Bulgaria (Bulgaria)
- Huân chương Sukhbaatar (Mông Cổ)
- Huân chương Cờ đỏ (Mông Cổ)
- Huân chương Tudor Vladimirescu Hạng 1 (Romania)
- Huân chương Ái quốc Hạng nhất (Đông Đức)

## Lược sử quân hàm
- Đại tá (22.12.1935)
- Lữ đoàn trưởng (Комбриг) (08.08.1937)
- Sư đoàn trưởng (Комдив) (04.11.1939)
- Trung tướng (04.06.1940)
- Thượng tướng (29.06.1944)
- Đại tướng (10.03.1955)